# ユナイテッド・バスケットボール・リーグ
ユナイテッド・バスケットボール・リーグ（United Basketball League）はアメリカ合衆国のバスケットボールの独立リーグ。略称はUBL。

## 現在の所属チーム
| チーム                       | 本拠地                     | 創設年 |
| ---------------------------- | -------------------------- | ------ |
| アーカンソー・ボブキャッツ   | アーカンソー州リトルロック | 2012   |
| アーカンソー・ウォリアーズ   | アーカンソー州ライツビル   | 2008   |
| バトンルージュ・ファルコンズ | ルイジアナ州バトンルージュ | 2015   |
| シーダーバレー・タイタンズ   | アイオワ州ウォータールー   | 2015   |
| ミズーリ・クエイク           | ミズーリ州エセックス       | 2015   |
| テキサス・ケイジャーズ       | テキサス州ダラス           | 2015   |
| テキサス・ラングラーズ       | テキサス州アディソン       | 2008   |
| タルサ・トルネーダーズ       | オクラホマ州タルサ         | 2009   |

## 歴代優勝チーム
| シーズン | 優勝                           | 準優勝                     |
| -------- | ------------------------------ | -------------------------- |
| 2008     | セントラル・テキサス・スターズ |                            |
| 2009     | オクラホマ・インパクト         | アーカンソー・ウォリアーズ |
| 2010     | オクラホマ・インパクト         |                            |
| 2011     | テキサス・ラングラーズ         | アーカンソー・ウォリアーズ |
| 2012     | テキサス・ラングラーズ         | オンポイント・ホープス     |
| 2013     | アーカンソー・ボブキャッツ     | アーカンソー・ウォリアーズ |
| 2014     | アーカンソー・ボブキャッツ     | テキサス・ラングラーズ     |
| 2015     | アーカンソー・ボブキャッツ     | テキサス・ラングラーズ     |
| 2016     | アーカンソー・ボブキャッツ     | テキサス・ラングラーズ     |